# Hans-Joachim Schubert (Jurist)
Hans-Joachim Schubert (* 14. Mai 1929 in Erfurt; † 1999 ebenda) war ein deutscher Jurist und Rechtsanwalt.

## Leben und Wirken
Er wurde als Sohn des selbstständigen Kaufmanns, Inhaber eines so genannten Kolonialwarengeschäfts, sowie späteren kaufmännischen Angestellten Kurt Schubert und dessen Ehefrau, Elsa geb. Below, im thüringischen Teil der damaligen Provinz Sachsen geboren.
Bald nach der Geburt des Sohnes, genannt Jochen, wurde der kaufmännische Angestellte durch einen Verkehrsunfall bei einer Straßenbahnfahrt am Kopf schwer verletzt. In der Folgezeit scheiterte die Ehe der Eltern.
Schubert wuchs gemeinsam mit seiner um ein Jahr älteren Schwester, genannt Gerdi, bei der geschiedenen Mutter auf. Sie arbeitete im Erfurter Schreibmaschinenwerk der Marke „Olympia“.
Wenn die Geschwister Schubert den durch einen Unfall bei einer Straßenbahnfahrt gesundheitlich eingeschränkten Vater in der Erfurter Nordstraße 37 besuchten, fanden sie ihn in sozial schwierigen Verhältnissen vor. Das erinnerte beide Kinder an ihre eigene prekäre Lage zuhause bei ihrer Mutter in der Werderstraße 2. Von seinem geringen Gehalt hatte der städtische Angestellte Kurt Schubert für den Sohn, Jochen, und die Tochter, Gerda, jeweils 25 Reichsmark Unterhalt zu zahlen.
Schuberts leiblicher Vater war ein altes SPD-Mitglied, das von der Gestapo zwei Tage zu Beginn der NS-Zeit inhaftiert wurde. Nach Kriegsende 1945 arbeitete er weiter als Behördenangestellter auf dem Standesamt der Stadt Erfurt bis zu seinem politisch motivierten Freitod in der DDR im Jahre 1952.

### Schul- und Berufsausbildung
Schubert besuchte eine Volksschule in Erfurt, die „Johannisschule“ und einen Hort. Als Schüler war er von schmächtiger Gestalt. Um Anerkennung von seinen körperlich kräftigeren Kameraden zu erhalten, widmete er sich dem Boxsport. Er trainierte zweimal wöchentlich im Verein „Boxfreunde Erfurt“, einem Mitgliedsverein des „Deutschen Amateur-Box-Verbandes“, und brachte es bis zum Bannmeister in Erfurt.
In der Schulklasse zählte er sozial „zu den Ärmsten“. Durch Gelegenheitsarbeiten nach dem Unterricht trug er zum Familieneinkommen bei. Von seinem Ersparten wurde z. B. die „Winteruniform“ der NS-Jugendorganisation Jungvolk der Hitlerjugend bezahlt, in der er zwangsläufig Mitglied war.
In der Schulzeit besuchte er zeitweilig Chorproben zusammen mit dem späteren Organisten Walter Schönheit in der Augustinerkirche.  Die Knabenchor-Proben wurden verantwortet von dem Chordirektor und Dirigenten, Herbert Weitemeyer, dem Leiter der „Thüringer Sängerknaben Erfurt“. Die Sängerknaben wurden nach Auflösung des konfessionellen Motettenchores um 1940 von der „Singschar“ des Jungvolks übernommen. Auch nach 1945 sang Schubert in einem Chor mit seiner guten Stimme oft solo.
Nach Abschluss der achten Klasse im Jahre 1943 wurde Schubert zum Kaufmanns-Gehilfen in der Großhandelsfirma für Lederwaren „Hummel und Hucke“ ausgebildet. Persönlich haftende Gesellschafter waren zugleich die Firmeninhaber Gustav Hummel und Max Hucke. In dem Kleinbetrieb wurde der Lehrling Schubert mit fast allen dort vorkommenden Arbeiten vertraut gemacht wie Tätigkeiten eines Buchhalters, einer Stenotypistin und eines Lederfachmanns.
Während der Lehrzeit wurde Schubert von der Hitlerjugend in ein HJ-Ausbildungs-Lager für Unterführer nach Schwarzburg geschickt. In der Folgezeit meldete er sich als Kriegsfreiwilliger und wurde für die Fallschirmjäger vorgemerkt. Anfang 1945 wurde er von einem HJ-Oberbannführer bei einem Appell angesprochen mit dem Ziel, ihn wie auch die anderen Erfurter Jungen im Kindesalter für die Waffen-SS zu verpflichten. Schubert konnte mit Hinweis auf seinen bereits in der Wehrstammrolle ausgewiesenen Status als Kriegsfreiwilliger die beabsichtigte Einberufung zur Waffen-SS umgehen – im Gegensatz zu einem Freund bzw. Kameraden, der „in der Nähe von Berlin verheizt wurde.“
Nach Kriegsende arbeitete Schubert bis Mai 1949 in seinem erlernten Kaufmanns-Beruf weiter. Während dieser Zeit trat er 1948 in die 1945  gegründete liberale Partei LDPD ein nach dem Vorbild seiner Vorgesetzten im privaten Betrieb und blieb es jedoch nur für kurze Zeit. Von seiner Erfurter Arbeitsstelle wechselte er Ende der 1940er Jahre für nahezu zwei Jahre zur Volkspolizei. Mit 21 Jahren wurde er zum Volkspolizeikommissar befördert. Nach seiner Entlassung aus dem Dienst der kasernierten Volkspolizei arbeitete er in einem volkseigenen Betrieb und später als hauptamtlicher Mitarbeiter bei der DDR-Gewerkschaft FDGB.

### Richter am Bezirksgericht Halle (Saale)
In den Jahren 1952 bis 1954 absolvierte er einen juristischen Lehrgang an der zentralen Richterschule zur Heranbildung von Volksrichtern in Potsdam-Babelsberg. Nach erfolgreichem Abschluss wurde er als Richter am Bezirksgericht in Halle (Saale) eingesetzt. Zuvor wurde er im Jahre 1953 Mitglied der SED.
Neben dem Beruf konnte er an einem akademischen Fernstudium an der Hochschule der Justiz Potsdam bis April 1958 teilnehmen. Er wirkte von Mai 1959 bis November 1960 als Direktor am Kreisgericht Halle-West in der Saalestadt. Wie sein Kollege Hans Richter kam er von der Justiz zur Rechtswissenschaft, um  an der Juristenfakultät in Halle an der Saale zu promovieren.
Im damaligen Institut für Zivilrecht unter Leitung des kommissarischen Direktors Dornberger (1926–2014) erhielt er eine Stelle als wissenschaftlicher Mitarbeiter der Universität Halle. Schubert verfolgte von seinem Berufs- und Lebensmittelpunkt Erfurt die weitere Entwicklung des juristischen Lehrkörpers an der Universität Halle und hielt in seinen Aufzeichnungen fest, dass einer der Professoren der damaligen Fakultät „später Rektor der Uni.“ wurde, namentlich Eberhard Poppe ab 1971.

### Veröffentlichungen (Auswahl)
In der Zeitschrift Neue Justiz erschienen von ihm bzw. mit seiner Beteiligung folgenden Beiträge:
- Vorschläge zur Neuregelung des Kostenrechts im erstinstanzlichen Zivilverfahren. Mitautor: Friedrich-Karl Winkler.[19]
- Zur Wertberechnung im erstinstanzlichen Zivilverfahren für die Gebührenerhebung.[20]

### Doktorarbeit
Am 22. Dezember 1965 verteidigte Schubert seine wissenschaftliche Arbeit: „Zur Neugestaltung der Kostenregelung für das erstinstanzliche Zivilverfahren in der künftigen Zivilprozeßordnung der Deutschen Demokratischen Republik“ mit dem Prädikat  „sehr  gut“ bzw. „magna cum laude“. Er hatte die Dissertation unter dem Dekanat von Willi Büchner-Uhder angefertigt. Erstgutachter war der Hochschuldozent Friedrich-Karl Winkler und der Zweitgutachter der Universitätsprofessor Gerhard Dornberger. Schubert war nebenberuflich vom DDR-Ministerium der Justiz unter Ministerin Hilde Benjamin zum Leiter einer Arbeitsgruppe, „Kostenbestimmungen der ZPO“, berufen worden und konnte die Bearbeitung des Themas in Abstimmung mit dem Institut für Zivilrecht der Martin-Luther-Universität Halle-Wittenberg durchführen. Am 27. Januar 1969 wurden die Pflichtexemplare der Promotion Schuberts mit dem bibliothekarischen Vermerk versehen: „Frei verleihbar!“. Bis dahin galt seine Doktorarbeit als Verschlusssache.

### Rechtsanwalt
Er wurde nach seiner Tätigkeit als wissenschaftlicher Mitarbeiter und Verleihung des juristischen Doktorgrades an der Universität Halle Rechtsanwalt in seiner Geburtsstadt. Er hatte zu DDR-Zeiten neben seiner Tätigkeit als Anwalt die Funktion „Vorsitzender des Kollegiums der Rechtsanwälte des Bezirkes Erfurt“ inne. Das Kollegium der Rechtsanwälte in DDR war eine Mischung aus Rechtsanwaltskammer und Genossenschaft.

## Familie
Schubert heiratete am 12. November 1954 in Erfurt Urszula Barbara Matyasik, geboren 1932 in Tuchel. Aus der Ehe gingen drei Kinder hervor: ein Sohn (* 1955), eine Tochter (* 1957) und als jüngstes Kind die spätere Ärztin und Schriftstellerin Helga Schubert (* 1960) mit Pseudonym Helga Matyasik, geboren in Halle/Saale.